# Estado Livre da Prússia
O Estado Livre da Prússia (alemão: Freistaat Preußen) foi um Estado alemão formado depois da abolição do Reino da Prússia (1918), após o término da Primeira Guerra Mundial. Foi o maior Estado alemão durante o período da República de Weimar, compreendendo 60% de seu território. O Estado Livre da Prússia foi o término da entidade política conhecida como Prússia, que foi totalmente abolida após a Segunda Guerra Mundial, no ano de 1947.